# Чорштинський замок
Чо́рштинський за́мок — середньовічний замок, розташований на лівому березі Чорштинського водосховища в селі Недзиця-Замок (Малопольське воєводство).

## Історія
Історія замку бере свій початок з кінця XIII століття. Відомо, що тут знаходилася дерев'яна фортеця на вершині скелі. Вона носила назву Вронін (пол. Wronin) і досить швидко була побудована цегляна вежа — Столп'є (пол. Stolpe). Фундатором будівництво могли бути або Свята Кінга (канонізована Іоанном Павлом II в 1999), яка володіла цими землями разом з чоловіком Болеславом Сором'язливим, або монастир кларисок з Старого Сонча, який отримав ці землі після її смерті в 1292 році. Розвиток замку був пов'язаний з інтенсивної колонізацією обох берегів Дунайця і конкуренцією за прикордонні території між Польщею та Угорщиною.
1320 — вперше згадується в документах як фортеця Вронін;
1348 — вперше в документах було згадано як «Чорштин». Казимир III Великий у військовому поході відвідав замок і після цього почав зміцнювати і розширювати замок. Серед іншого, оточив його кам'яним муром товщиною до 2 м.
кінець XIV століття — Владислав Ягайло утворив Чорштинське староство.
1434 — війська Ягайла розбили армію гуситів.
XV століття — до замку добудована друга лінія оборонних мурів та брамний будинок у південно-східній частині.
XVI століття — чергова розбудова. Зведено нижній замок, званий Пригродком (пол. Przygródkiem). Знищена вежа була розібрана, а на її місці збудували господарські будівлі
1598 — замок пограбував Ольбрахт Ласький. 
1626—43 — відновлювальні роботи, виконані при старості Янові Барановському. Була збудована чотирикутна в плані чотириповерхова брамна вежа, з якої можна було вести артилерійський вогонь. Також була побудована вежа на нижньому замку.
15 червня 1651 — замок захопив невеликий повстанський загін на чолі з Наперським. Ці події налякали шляхту і духовенство. Вже на другий день краківський єпископ Петро Гембицький скликав нараду, яка вирішила негайно відправити 60 кіннотників та 25 драгунів під керівництвом Хжонстовицького для звільнення замку від повстанців. Повстанці успішно відбивали атаки. Поразка козацьких військ під Берестечком дозволила королю відправити для розправи над повстанцями двотисячне військо на чолі з Зебжидовським. Не дочекавшись допомоги з боку повсталих селян 24 червня Чорштин здався. К. Наперський був схоплений шляхтою і незабаром страчений.
1655 — у замку перебував король Ян Казимир, що йшов на Сілезію.
1734—35 — пограбування замку під час війни за польську спадщину та початок його занепаду.
1790 — після влучання блискавки почалася пожежа, що знищила дахи будівель.
1819 — замок перейшов у власність родини Дроговських, яка володіла ним аж до 1945 року.
1951—57 — укріплювальні роботи на замку та археологічні дослідження.
1992 — початок чергових консерваційних робіт на замку.

## Замок у наш час

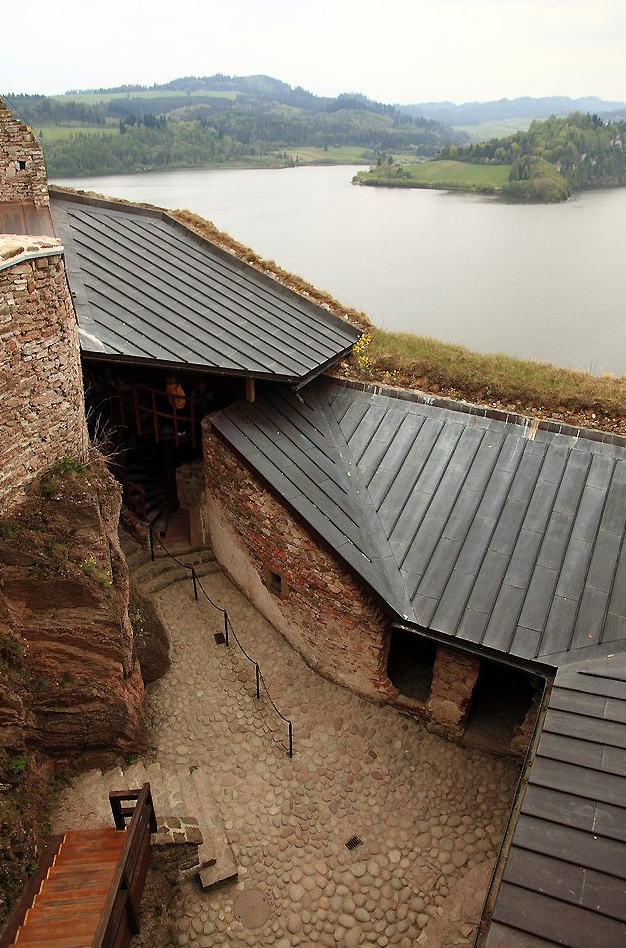
Середній замок

Колись польський замок у Чорштині та угорський у Неджиці гордо височіли над мальовничим каньйоном Дунайця. Після будівництва водосховища на річці багато що змінилося. Зараз їх висота над водоймою зменшилась, але краєвид все одно ще дуже чарівний.
Замок складається з трьох частин: замку нижнього, середнього і верхнього. Розташований зі східної сторони нижній замок є найменш збереженим, тому і найменше дослідженим. У південно-східному куті зовнішніх стін була розташована вежа, тут, ймовірно, знаходилась криниця або житлові будинки для прислуги. Дорога до середнього замку проходила повз потужну вежу Барановського (прізвище старости, при якому вона була споруджена). Ця чотирикутна в плані будівля мала чотири поверхи і була пристосована для використання артилерії; вона замінила стару сторожову вежу у XVII столітті. У стінах можна зустріти залишки будівлі з XV століття. Середній замок виконував господарські функції. Тут знаходились, зокрема, пекарня та кухня. Обидва цих об'єкти, побудованих на основі первісної вежі — найстаріша частина замку (збереглися лише частково з невисокими стінами). Діаметр вежі досягав 10 метрів, товщина стін до 3 м. У приміщенні кухні тепер представлена історія замку. До верхнього замку ведуть барокові сходи. Тут є дві склепінчасті кімнати — так звані «пивниця» з відкритою кам'яною кладкою XVII століття і «стрільниця», в якій працює сувенірний магазин і виставка мінералів. У дворі можна побачити 6-метровий отвір, висічений у скелі, який виконував функцію резервуара для накопичення дощової води. Крім того, тут також знаходилась кухня. На верхньому поверсі замку є оглядовий майданчик, з якого відкривається прекрасний вид на Дунаєць, Неджицю, П'єніни і Татри Спишські. Колись тут була каплиця і житлові приміщення. Ці будівлі були увінчані ренесансовим аттиком, а зі східного боку при вході знаходився ґанок для вартових (XIV століття). Варто відзначити арки, які видно з озера. Це не старі ворота замку, як може здаватися, а верхня межа встановленого для зовнішнього фундаменту стіни, де порода містить природні порожнини.

## Прикордонна фортеця
Розташований на кордоні Польщі, Чорштинський замок часто був місцем важливих історичних подій, резиденцією правителів і лицарів на шляху до Угорщини та назад. Тут багато разів зупинявся Казимир Великий, двічі відвідав замок Владислав Ягайло, а Ядвіга зупинялася тут у 1384 році на шляху до польської корони. У Чорштині Владислав III Варненчик попрощався з матір'ю Софією і братом Казимиром під час походу проти турків.

## Цікаві факти
- На території замку знаходиться ареал одного з ендеміків п'єнінських — жовтушника п'єнінського. Це рослина з малими жовтими квітками, яка в природі не зустрічається більше ніде.[2]